# Jürgen Rische
Jürgen Rische (* 30. Oktober 1970 in Oschatz) ist ein ehemaliger deutscher Fußballspieler im Bereich des DDR-Fußball-Verbandes (DFV) und des Deutschen Fußball-Bundes (DFB). Der Erstligafußballer in Ost- und im wiedervereinigten Deutschland wurde mit dem 1. FC Kaiserslautern 1998 Deutscher Meister und 1996 DFB-Pokalsieger.

## Sportliche Laufbahn

### Fußball in Leipzig
Rische begann in der Kindermannschaft der Betriebssportgemeinschaft (BSG) des Glasseidewerkes im sächsischen Oschatz, Fußball zu spielen. Im Jahre 1983 kam er zur Schülermannschaft des 1. FC Lokomotive Leipzig, dem Fußballschwerpunkt des DDR-Bezirks Leipzig. Zwischen 1985 und 1989 war er DDR-Juniorennationalspieler; er bestritt 19 U-16, sieben U-17 und sechs U-18-Länderspiele. Bei der U-18-EM 1988 wurde er mit seinem Team Dritter. In den Spielzeiten 1987/88 und 1988/89 hatte ihn der 1. FC Lok für seine Juniorenoberligamannschaft nominiert. Mit der DDR U-20 nahm er im Februar 1989 an der Juniorenweltmeisterschaft teil, wurde aber beim Turnier in Saudi-Arabien in den drei Vorrundenspielen nur eine Halbzeit eingesetzt.
Bereits als 17-Jähriger gab Rische seinen Einstand in der DDR-Oberliga, der höchsten Spielklasse des DFV. Am 5. Dezember 1987 wurde er in der Partie des 12. Spieltages der Saison 1986/87 eingewechselt. Zur Saison 1989/90 wurde er als Stürmer offiziell in die Oberligamannschaft des Klubs aufgenommen und bestritt 21 von 26 Punktspiele, wovon er nur vier Partien komplett durchspielte. Er erzielte vier Tore.
Im Jahr 1989 wurde Rische in die Fußballolympiaauswahl der DDR berufen, mit der er bis Sommer 1990 sieben Länderspiele bestritt. Zuletzt spielte diese neu formierte Auswahl am 28. Juli 1990 in Milwaukee gegen die A-Auswahl der USA. Rische traf beim 2:1-Sieg gegen den WM-Teilnehmer aus Nordamerika. Noch vor Beginn der Qualifikationsspiele für Olympia 1992, die in Europa über die U-21-EM ablief, wurde die Mannschaft im Zuge der deutschen Wiedervereinigung zurückgezogen.
Den endgültigen Durchbruch zum Stammspieler schaffte Rische 1990/91 mit 25 Punktspieleinsätzen und als Torschützenkönig der Leipziger mit acht Treffern. In den drei Oberligaspielzeiten nach der Debütsaison 1987/88 steigerte er sowohl die Zahl der Einsätze als auch die Zahl der Tore in jeder Saison im Vergleich zum Vorjahr.
Von der Saison 1991/92 an spielte der bisherige 1. FC Lok als VfB Leipzig zunächst in der 2. Bundesliga und stieg 1993 in die 1. Bundesliga auf. In den beiden Zweitliga-Spielzeiten bestritt Rische 76 der 78 Punktspiele und schoss 13 Tore. In seiner Debütsaison in der 1. Bundesliga 1993/94 kam er in allen 32 Spielen zum Einsatz und erzielte sechs Tore. Der VfB hielt sich jedoch nur ein Jahr lang in der Eliteliga, sodass Rische 1994/95 erneut Zweitligafußball spielen musste. Er fehlte beim VfB nur in einem Punktspiel und wurde mit 17 Treffern nicht nur Torschützenkönig der Leipziger, sondern auch in der 2. Bundesliga. Seine letzten Spiele für den VfB Leipzig bestritt Rische in der Hinrunde der Saison 1995/96. Bis auf eine Partie war er in allen Punktspielen bis zum Dezember 1995 dabei, und seine neun Tore blieben Saisonrekord beim VfB.

### 1. FC Kaiserslautern
Nach 211 Punktspielen mit 58 Toren in Leipzig verließ Rische im Dezember 1995 den VfB und schloss sich dem 1. FC Kaiserslautern an, der in der Bundesliga spielte. Dort führte er sich in seinem ersten Bundesligaspiel am 9. Dezember 1995 mit einem Tor gut ein, erzielte im weiteren Verlauf aber keinen weiteren Treffer. Bei seinen 17 Einsätzen bis zum Saisonende 1995/96 stand er zehnmal in der Anfangself, sechsmal wurde er eingewechselt. Die Saison endete für den FCK mit dem Abstieg in die 2. Bundesliga. Im DFB-Pokalendspiel 1996, das der FCK mit 1:0 gegen den Karlsruher SC gewann, wurde er von Trainer Eckhard Krautzun nicht eingewechselt. In der Zweitligasaison 1996/97 gehörte Rische unter Trainer Otto Rehhagel mit seinen zwölf Toren zu den torgefährlichsten Spielern. Nach dem sofortigen Wiederaufstieg war Rische am überraschenden Meisterschaftsgewinn 1997/98 mit 27 Punktspielen und elf Toren beteiligt. Hinter Olaf Marschall (21 Tore) wurde er zweitbester Torschütze. 1998/99 erzielte er in 29 Spielen drei Tore, außerdem in sieben Spielen der Champions League vier Tore. Nach nur fünf Spielen als Einwechselspieler in der Hinrunde 1999/2000 wechselte er im Winter zum VfL Wolfsburg. Für den FCK absolvierte Rische von 1995 bis 1999 insgesamt 108 Punktspiele und erzielte 27 Tore.

### Wolfsburg und Braunschweig
Von Januar 2000 bis Juni 2002 war Rische beim Bundesligisten VfL Wolfsburg unter Vertrag. In seinen 47 Bundesligaspielen stand er 24-mal in der Startelf und spielte siebenmal durch. 2001/02 kam er nur in sieben Punktspielen zum Einsatz. In den ersten beiden Wolfsburger Spielzeiten gehörte er mit vier bzw. fünf Treffern noch zu den Torschützen, in der letzten Saison ging er leer aus.
Zur Saison 2002/03 schloss sich Rische dem Zweitligisten Eintracht Braunschweig an, bei dem er von Beginn an einen Stammplatz als Stürmer sicher hatte. In seiner ersten Braunschweiger Saison fehlte er nur an zwei Spieltagen und war mit fünf Toren zweitbester Torschütze der Eintracht. Am Saisonende stieg die Eintracht in die Regionalliga ab und blieb dort zwei Jahre lang. Auch in dieser Zeit gehörte Rische zu den tragenden Spielern der Eintracht. Von den 72 Punktspielen dieser beiden Spielzeiten bestritt er 68 Partien und blieb mit seinen neun bzw. fünf Toren auch als über Dreißigjähriger weiter torgefährlich. 2005 kehrte Eintracht Braunschweig wieder in die 2. Bundesliga zurück, in der Rische 2005/06 und 2006/07 seine beiden letzten Spielzeiten absolvierte. 2005/06 bestritt er noch einmal alle Meisterschaftsspiele, 2006/07 war er als 36-Jähriger nur noch Ersatzspieler, kam aber noch auf 25 Einsätze. Als sein Vertrag im Sommer 2007 auslief, standen bei Rische für Eintracht Braunschweig 159 Punktspiele mit 27 Toren zu Buche.

### Weiterer Werdegang
Nach einer zweijährigen Auszeit kehrte Rische im Sommer 2009 zum Fußball zurück. Er nahm das Angebot von Eintracht Braunschweig, zur Unterstützung des Cheftrainers Torsten Lieberknecht, der einen Trainerlehrgang begonnen hatte, als Co-Trainer zu fungieren, an. Von der Saison 2009/10 bis 2017/18 kümmerte sich Rische bei der Eintracht um die Kondition der Mannschaft und das Aufbautraining der Rekonvaleszenten.